# Ariel förlag
Ariel förlag är ett svenskt förlag. Det startades 1998 och har fokus  på litteratur översatt från de slaviska och baltiska språken och på poesi. Ariel är ett enmansförlag som drivs av Mikael Nydahl. Bland de utgivna författarna finns bland annat Nobelprismottagaren Olga Tokarczuk. Förlaget utgav även den litterära tidskriften Ariel, som 2006 omvandlades till tidskriften Kritiker, samt skriftserien Ariel Skrifter.

## Utgivna författare
- Inga Abele
- Amanda Aizpuriete
- Gennadij Ajgi
- Eugenijus Alisanka
- Uldis Berzins
- Daiva Cepauskaite
- Inger Christensen
- Michael Economou
- Kristiina Ehin
- Jonas Ellerström
- Janis Elsbergs
- Elke Erb
- Sigitas Geda
- Vasco Graça Moura
- Gintaras Grajauskas
- Leonardas Gutauskas
- Gustav Haarnack
- Per Helge
- Leo T. Hurwitz
- Inguna Jansone
- Jaan Kaplinski
- Doris Kareva
- Bernard-Marie Koltès
- Tomi Kontio
- Ted Kooser
- Herkus Kuncius
- Maria Lainá
- Eva Lilja
- Kari Løvaas
- Anatolij Martjenko
- Nijole Miliauskaite
- Mikael Nydahl
- Christian Ottesen
- Sigitas Parulskis
- Edgar Allan Poe
- John Cowper Powys
- Edvins Raups
- Gundega Repse
- Håkan Sandell
- Marianne Sandels
- Paul Soares
- Dzintars Sodums
- John Swedenmark
- Yoko Tawada
- Olga Tokarczuk
- Olvido García Valdés
- Tomas Venclova
- Elo Viiding
- Magnus William-Olsson
- Gunnar Wærness
- Sergej Zavjalov
- Imants Ziedonis